# Bogovići (Chorwacja)
Bogovići – wieś w Chorwacji, w żupanii primorsko-gorskiej, w gminie Malinska-Dubašnica. W 2011 roku liczyła 317 mieszkańców.